# Avenue I
Avenue I, in passato conosciuta con il nome di Parkville, è una fermata della metropolitana di New York, situata sulla linea IND Culver. Nel 2014 è stata utilizzata da 696 140 passeggeri.
È servita dalla linea F Sixth Avenue Local, sempre attiva.